# Saint-Ferriol
Saint-Ferriol är en kommun i departementet Aude i regionen Occitanien  i södra Frankrike. Kommunen ligger  i kantonen Quillan som ligger i arrondissementet Limoux. År 2022 hade Saint-Ferriol 114 invånare.

## Befolkningsutveckling
Antalet invånare i kommunen Saint-Ferriol
Referens: INSEE